# Favia helianthoides
Favia helianthoides är en korallart som beskrevs av Wells 1954. Favia helianthoides ingår i släktet Favia och familjen Faviidae. IUCN kategoriserar arten globalt som nära hotad. Inga underarter finns listade i Catalogue of Life.